# Кушинагар
Кушинагар — невелике місто на півночі Індії в штаті Уттар-Прадеш, одне з чотирьох головних священних місць, центр паломництва буддистів. Місце переходу Гаутами Будди в парінірвану.

## Чисельність населення
Згідно з переписом населення 2001 року в Індії, населення Кушинагара становить 17982 особи. Загальна частка чоловічого населення — 52 %, жіночого — 48 %. Частка грамотних громадян міста 62 % (в той час як по Індії — 59,5 %), серед чоловіків частка освічених громадян становить — 70 %, жінок — 54 %.